# Kristin Berglund

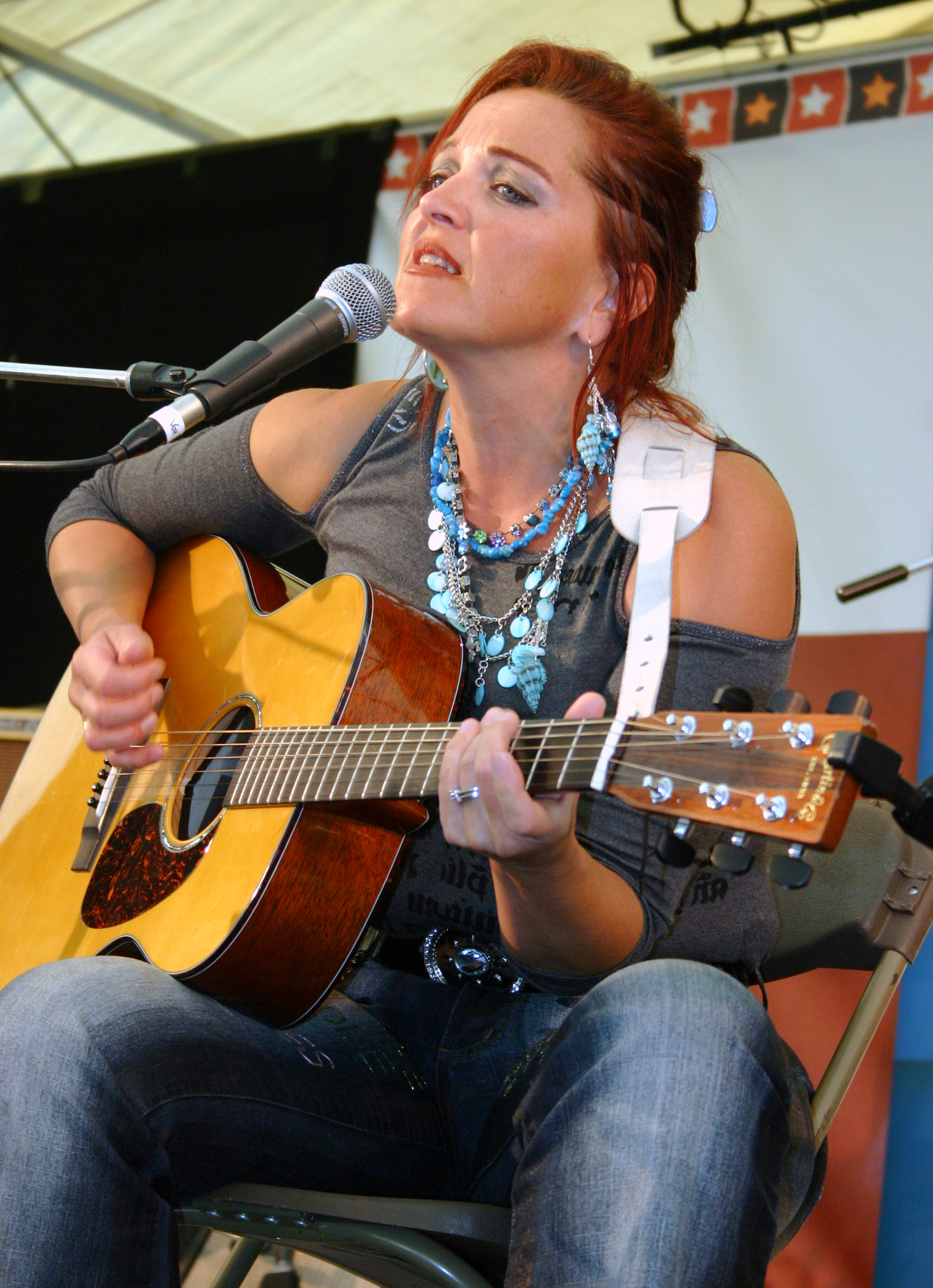
Kristin Berglund (2004).

Anne Kristin Berglund Tilley, född 9 september 1953, död 13 augusti 2006, var en norsk sångerska och gitarrist.
Kristin Berglund, ursprungligen från Asker, upptäcktes av Finn Kalvik och Lillebjørn Nilsen och debuterade som vissångerska på visfestivalen i Haugesund 1971. Hennes första egna album var visalbumet I blåtimen (1976) och utgav därefter ett rock- och bluesinspirerat album 1979, Long Distance Love. På 1980-talet gick hon helt över till bluesen, först som medlem i gruppen Four Roosters och därefter med sitt eget Kristin Berglund Band. Åt 2000 tilldelades hon Notodden Bluesfestivals pris.

## Diskografi LP/CD
- I blåtimen (1976)
- Long Distance Love (Talent, 1979)
- Rib Bone of My Own (1999)
- Where's the Soul Gonna Go (Juke Joint studio, 2002)
- Women Rocked the Cradle of the Blues (2004)